# Placca dei Pioneer
Con placca dei Pioneer si indica l'effigie presente sulle placche commemorative in alluminio anodizzato con oro, che furono posizionate a bordo delle sonde Pioneer 10 e 11 rispettivamente nel 1972 e nel 1973. Nell'eventualità che le due sonde venissero intercettate da esseri extraterrestri, le placche mostrano le immagini di un uomo e una donna nudi attorno alle quali si trovano vari simboli che hanno il fine di fornire informazioni sull'origine delle sonde.
Le sonde Pioneer sono stati i primi oggetti costruiti dall'uomo ad avventurarsi verso le regioni esterne del sistema solare. Le targhe sono fissate sui fronti dei supporti delle antenne in una posizione che le protegge dall'erosione della polvere interstellare.
Nel 1977 l'iniziativa è stata ripetuta, elaborando un messaggio più complesso e dettagliato, col Voyager Golden Record, un disco contenente suoni e filmati che fu fissato alle sonde Voyager.

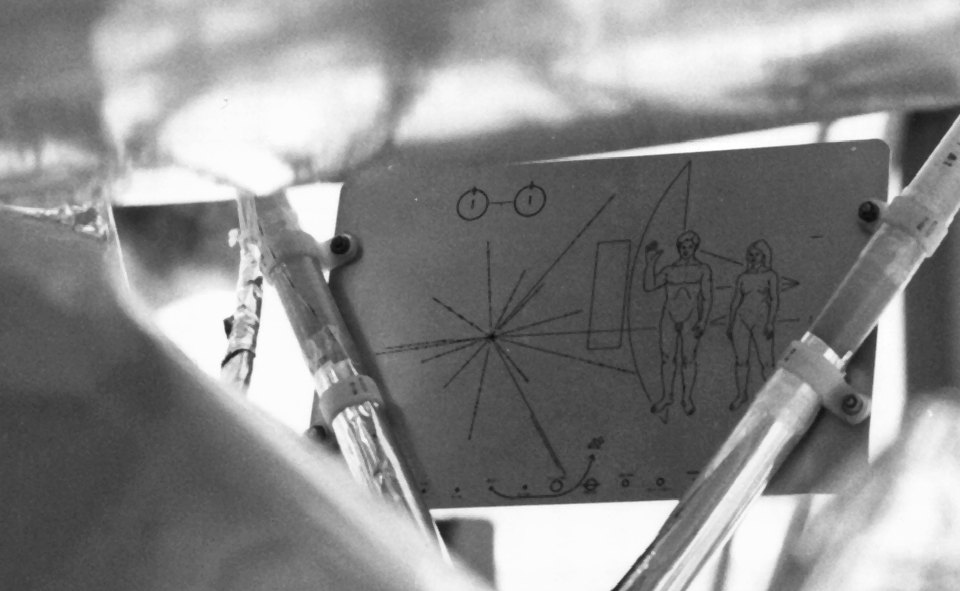
La placca attaccata al Pioneer 10

## Storia
Il primo a menzionare l'idea di fare portare alla sonda Pioneer un messaggio da parte del genere umano, fu Eric Burgess quando visitò il Jet Propulsion Laboratory di Pasadena, California durante la missione del Mariner 9. Egli contattò il dottor Carl Sagan, che aveva tenuto una dissertazione sulla comunicazione con intelligenze extraterrestri in una conferenza in Crimea. Sagan era entusiasta al riguardo. La NASA acconsentì al piano e gli dette tre settimane per preparare il messaggio. In collaborazione con il dott. Frank Drake egli disegnò le placche, e l'incisione fu preparata da sua moglie, Linda Salzman Sagan. La realizzazione pratica spettò alla Precision Engravers di San Carlos, in California.
La prima placca fu lanciata con il Pioneer 10 il 2 marzo 1972, e la seconda in seguito con il Pioneer 11 il 6 aprile 1973.

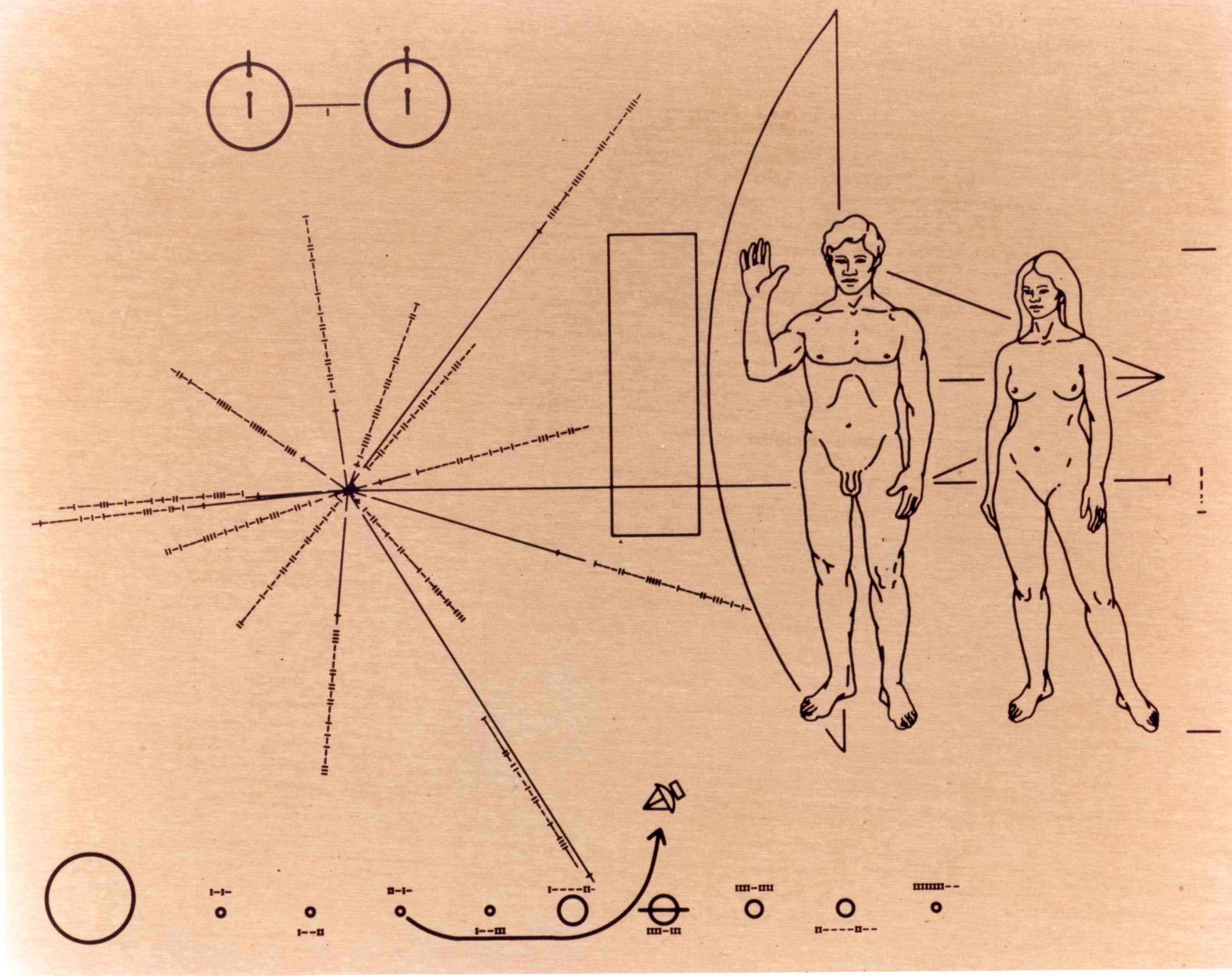
L'aspetto reale della placca

## Proprietà fisiche
- Materiale: alluminio 6061, alluminio anodizzato con oro.
- Larghezza: 22,860 cm
- Altezza: 15,240 cm
- Spessore: 0,127 cm
- Profondità media di incisione: 0,038 cm
- Peso: circa 0,120 kg

## Simbolismo

### Transizione iperfine per inversione di spin dell'idrogeno neutro

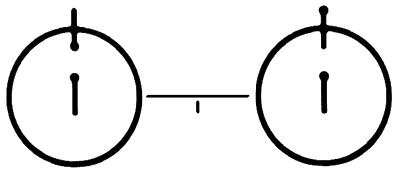
Transizione iperfine per inversione di spin dell'idrogeno neutro

Nell'angolo superiore sinistro della targa c'è una rappresentazione schematica della transizione iperfine per inversione di spin dell'idrogeno che è l'elemento più abbondante nell'universo. Al di sotto di questo simbolo c'è una piccola linea verticale che rappresenta la cifra binaria 1. Questa inversione di spin di un atomo di idrogeno da uno stato elettronico spin up a uno stato elettronico spin down può descrivere un'unità di lunghezza (lunghezza d'onda 21 cm) e contemporaneamente una unità di tempo (frequenza, 1420 MHz, periodo 0,7 ns). Entrambe le unità sono usate come misura negli altri simboli.

### Immagini di un uomo e di una donna

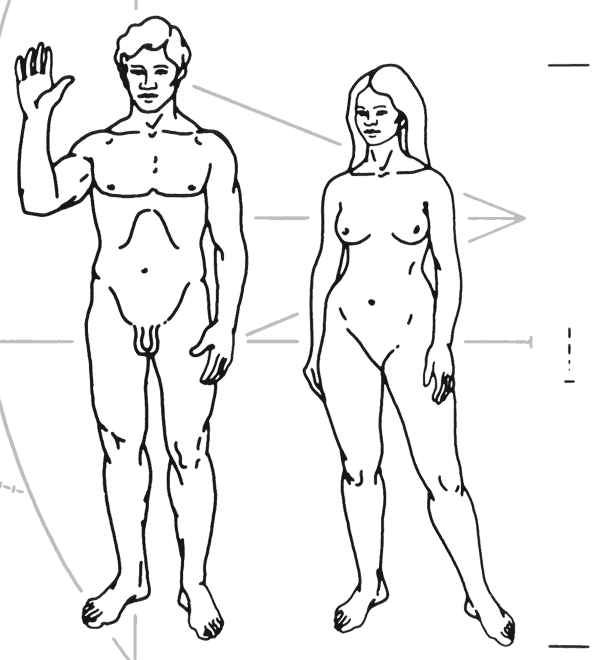
Le figure di un uomo e di una donna

Sul lato destro della placca sono rappresentati un uomo e una donna di fronte alla navicella. Tra i segni che indicano l'altezza della donna, si può vedere la rappresentazione binaria del numero 8 (1 000 con un piccolo difetto nel primo zero). In unità di lunghezza d'onda della transizione iperfine dell'idrogeno questo significa 8 ×21 cm = 168 cm.
La mano destra dell'uomo è alzata in un gesto di pace. Seppure questo gesto non venisse compreso, esso offre un modo per mostrare il pollice opponibile e come possono essere mossi gli arti.
In origine Sagan disegnò gli umani che si tenevano per mano, ma presto si rese conto che gli extraterrestri avrebbero potuto interpretare la figura come una singola creatura invece che due organismi. Le due figure appaiono di razza caucasica, ma la descrizione genetica del genere umano è intesa come la meno razzista possibile.
Si può osservare che i genitali della donna non sono rappresentati dettagliatamente; viene mostrato solo il monte di Venere. Si è dichiarato che Sagan aveva poco tempo per completare la placca, ma si sospetta che la NASA abbia rifiutato un disegno più dettagliato, e perciò giunse a un compromesso per salvare il progetto. Comunque, concordando con una più dettagliata dichiarazione di Mark Wolverton, il disegno originale comprendeva una lineetta che rappresentava la vulva della donna. Questa fu cancellata per ottenere l'approvazione sia di John Naugle, capo formale dell'Ufficio di Scienza dello Spazio della NASA, sia del capo formale degli scienziati.
Ma lo stesso Sagan scrisse che «la decisione di omettere una piccolissima lineetta in questo diagramma fu fatta in parte perché nella rappresentazione convenzionale della scultura greca la scultura classica la ometteva. Ma c'era anche un'altra ragione: il nostro desiderio di vedere il nostro messaggio lanciato con successo sul Pioneer 10. Con il senno di poi, noi forse abbiamo giudicato la gerarchia scientifico-politica della NASA come più puritana di quanto non lo sia. Nelle numerose discussioni che ebbi con tali ufficiali fino all'amministratore dell'Amministrazione dell'Aeronautica Nazionale e Spaziale e il Presidente della Science Adviser, non si parlò mai di una moralizzazione di tipo vittoriano; e fu dato un grande interesse a utili incoraggiamenti». Egli inoltre commentò che «l'idea della censura governativa della targa del Pioneer 10 è ora così ben documentata e fermamente pubblicata che nessuna affermazione contraria dei progettisti della placca può svolgere qualche ruolo nell'influenzare l'opinione prevalente. Ma tutt'al più si può tentare».

### Posizione relativa del Sole rispetto al centro della galassia e 14 pulsar

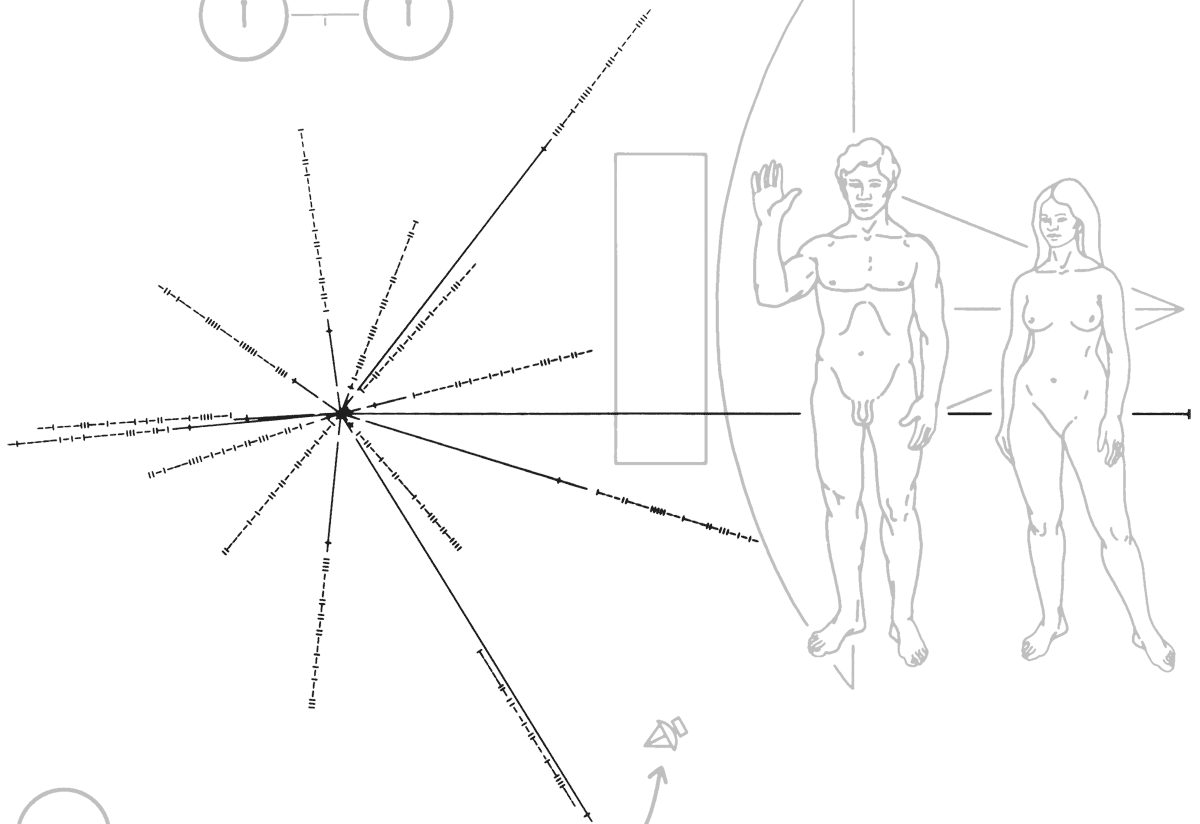
Posizione relativa del Sole rispetto al centro della Galassia e di 14 pulsar con l'indicazione del loro periodo

La zona radiale a sinistra della placca mostra 15 linee che si diramano da una stessa origine. Quattordici di queste linee hanno un corrispondente numero binario molto lungo, che rappresenta il periodo della pulsar, usando la frequenza di inversione dell'idrogeno come unità. Poiché i periodi cambiano con il tempo, l'epoca del lancio può essere calcolata da questi valori. La lunghezza delle linee mostra le relative distanze fra le pulsar e il Sole. Una piccola incisione alla fine di ogni linea dà la coordinata Z sulla perpendicolare al piano galattico.
Se la placca viene trovata solo alcune delle pulsar possono essere visibili dal luogo della scoperta. Mostrare la posizione con 14 pulsar causa una ridondanza tale che la posizione dell'origine può essere triangolata anche se vengono riconosciute solo alcune delle pulsar.
L'informazione per una delle pulsar è incompleta. Quando la targa fu disegnata, la frequenza della pulsar 1240 (nota ora come J1243-6423) era nota solo tramite tre cifre decimali significative: 0,388 secondi. La mappa indica il periodo di questa pulsar in binario per raggiungere una maggiore precisione: 100000110110010110001001111000. Approssimando questa cifra ai 10 bit più significativi (100000110100000000000000000000) dovrebbe aver fornito un suggerimento sull'incertezza. Questa pulsar è rappresentata dalla lunga linea che punta in basso a destra.
La quindicesima linea sulla placca si estende verso la lontana destra, dietro le figure umane. Questa linea indica la relativa distanza del Sole dal centro della galassia.

### Sistema solare

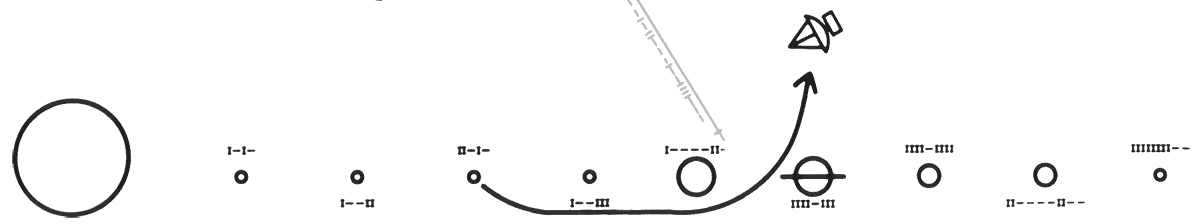
Il sistema solare con la traiettoria della sonda Pioneer

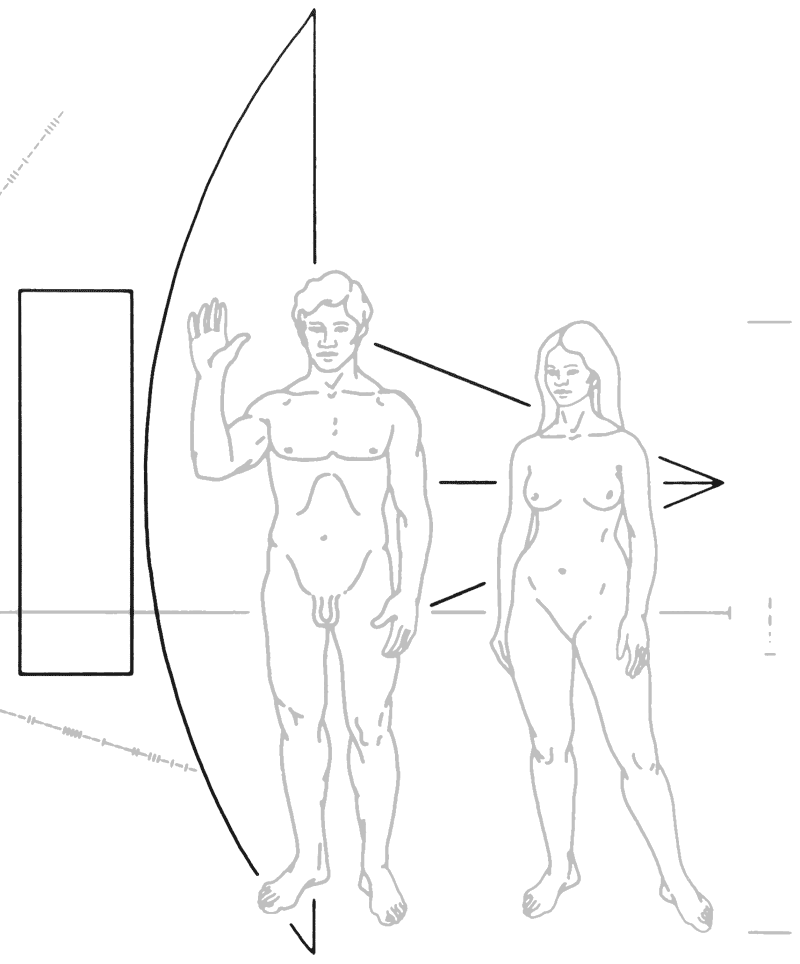
La silhouette della sonda Pioneer confrontata con le dimensioni del corpo umano

Alla base della placca c'è un diagramma schematico del sistema solare. Viene mostrata una piccola immagine della sonda e la traiettoria mostra la sua destinazione una volta superato Giove e al di fuori del sistema solare. Entrambe le Pioneer 10 e 11 hanno placche identiche, sebbene dopo il lancio la Pioneer 11 sia stata in seguito dirottata verso Saturno e sia uscita dal sistema solare proprio da lì. Per questo particolare la placca del Pioneer 11 è in un certo senso imprecisa. La deviazione di Saturno per il Pioneer 11 potrebbe inoltre maggiormente influenzare la sua futura direzione e destinazione in comparazione al Pioneer 10 ma questa situazione non è rappresentata sulle placche.
Gli anelli di Saturno potrebbero dare un ulteriore suggerimento per identificare il sistema solare. Gli anelli attorno ai pianeti Giove, Urano e Nettuno erano ignoti quando la placca fu disegnata. Plutone era considerato un pianeta quando fu disegnata la placca; nel 2006 l'IAU riclassificò Plutone come pianetino e in seguito nel 2008 come plutoide.
Il numero binario vicino ai pianeti mostra le distanze relative dal sole; l'unità è 1/10 dell'orbita di Mercurio.

### Contorno della navicella
Dietro le figure degli esseri umani, è rappresentato il contorno della sonda Pioneer nella stessa scala così la taglia degli esseri umani può essere dedotta misurando la navicella.

## Critiche
Sono state avanzate critiche sul fatto che il messaggio è troppo antropocentrico e troppo difficile da comprendere. Sebbene il messaggio fosse progettato per codificare il maggior numero di informazioni possibile in uno spazio minimo, piuttosto che essere facilmente leggibile, pochissimi degli scienziati a cui fu mostrato il messaggio furono capaci di decodificarlo completamente. Per ironia, una delle parti del diagramma che è tra le più facili per gli umani a essere compresa potrebbe essere tra le più difficili a esserlo dagli extraterrestri: la freccia che mostra la traiettoria del Pioneer. Un articolo sullo Scientific American critica l'uso delle frecce perché le frecce sono un manufatto di società di cacciatori-raccoglitori come quelle della Terra; esseri viventi con una differente eredità culturale potrebbero trovare il simbolo della freccia insignificante.
Secondo l'astronomo Frank Drake, ci furono molte reazioni negative alla placca perché gli esseri umani furono rappresentati nudi. Il Chicago Sun-Times ritoccò la sua immagine per occultare i genitali dell'uomo e della donna. Il Los Angeles Times ricevette lettere di protesta da lettori che accusavano la NASA di «sperperare soldi delle tasse per mandare oscenità nello spazio».
Il critico dell'arte Craig Owens affermò che nella placca era presente una distorsione di natura sessista perché era stato scelto che, mentre l'uomo alzava la mano destra in un gesto di pace, la donna tenesse entrambe le mani inerti lungo i fianchi. Anche alcune femministe criticarono la placca per lo stesso motivo.